# اتفاقيات ترسيم الحدود البحرية بين فرنسا والمملكة المتحدة (1996)
اتفاقيتا ترسيم الحدود البحرية بين فرنسا والمملكة المتحدة لعام 1996 هما معاهدتان بين فرنسا والمملكة المتحدة ترسيان عددًا من الحدود البحرية بين الأراضي الفرنسية والأراضي البريطانية في البحر الكاريبي.
تم التوقيع على كلا المعاهدتين في لندن في 27 يونيو 1996. دخلت المعاهدتان حيز التنفيذ في 30 يناير 1997 بعد أن صدقت عليهما الدولتان.

## المعاهدة الأولى
تحدد المعاهدة الأولى الحدود في قناة أنغويلا بين إقليم أنغويلا البريطاني والأراضي الفرنسية في سان مارتين وسان بارتيلمي. الحدود عبارة عن خط بحري مبسط متساوي الأبعاد يمتد في اتجاه الشرق والغرب تقريبًا. وهو يتألف من سبعة مقاطع خط مستقيم محددة بثماني نقاط إحداثيات فردية. يشكل الطرف الغربي للحدود نقطة ثلاثية مع جزر الأنتيل الهولندية ويشكل الطرف الشرقي للحدود نقطة ثلاثية مع أنتيغوا وبربودا. الاسم الكامل للمعاهدة هو اتفاق ترسيم الحدود البحرية بين حكومة الجمهورية الفرنسية وحكومة المملكة المتحدة لبريطانيا العظمى وأيرلندا الشمالية فيما يتعلق بسان مارتين وسان بارتليمي من جهة وأنغويلا من جهة أخرى.
عندما تم التوقيع على المعاهدة، كان كل من سان مارتين وسان بارتليمي جزءًا من مقاطعة غوادلوب الفرنسية لما وراء البحار. في عام 2007، أصبحت سان مارتن وسان بارتليمي مقاطعتينمنفصلتين. نتيجة لذلك، تحدد المعاهدة الأولى الآن الحدود البحرية لأنغويلا - سان مارتن فقط. لا توجد حدود بحرية بين أنغويلا والمجموعة المنفصلة لسان بارتيليمي.

## المعاهدة الثانية
تحدد المعاهدة الثانية الحدود بين إقليم مونتسرات البريطاني وإقليم غوادلوب الفرنسي. الحدود عبارة عن خط مبسط متساوي البعد يمر عبر ممر غوادلوب في اتجاه شرق-غرب تقريبًا. يتكون من أربعة مقاطع خط مستقيم محددة بخمس نقاط إحداثية فردية. يشكل الطرف الغربي للحدود نقطة ثلاثية مع فنزويلا ويشكل الطرف الشرقي للحدود نقطة ثلاثية مع أنتيغوا وبربودا. الاسم الكامل للمعاهدة هو اتفاق ترسيم الحدود البحرية بين حكومة الجمهورية الفرنسية وحكومة المملكة المتحدة لبريطانيا العظمى وأيرلندا الشمالية فيما يتعلق بغوادلوب ومونتسيرات.

## ملحوظات
1. ↑  Anderson, Ewan W. (2003). International Boundaries: A Geopolitical Atlas, p. 297.، صفحة. 297, في كتب جوجل

## روابط خارجية
- النص الكامل للمعاهدة الأولى (أنغيلا - سان مارتن / سان بارتليمي)
- النص الكامل للمعاهدة الثانية (جوادلوب - مونتسيرات)